# Barnavállú köviveréb
A barnavállú köviveréb vagy indiai köviveréb (Gymnoris xanthocollis)  a madarak osztályának verébalakúak (Passeriformes) rendjébe és a verébfélék (Passeridae) családja tartozó faj.

## Rendszerezése
A fajt Edward Burton brit zoológus írta le 1838-ban, a Fringilla nembe Fringilla xanthocollis néven. Sorolták a Petronia nembe Petronia xanthocollis néven is.

## Alfajai
- Gymnoris xanthocollis transfuga Hartert, 1904
- Gymnoris xanthocollis xanthocollis (Burton, 1838)[2]

## Előfordulása
Afganisztán, Bahrein, az Egyesült Arab Emírségek, India, Irán, Irak, Izrael, Kuvait, Libanon, Nepál, Omán, Pakisztán, Katar, Szaúd-Arábia, Srí Lanka, Szíria és Törökország területén honos.
Természetes élőhelyei szubtrópusi és trópusi száraz erdők és cserjések, valamint szántóföldek, ültetvények és vidéki kertek. Állandó, nem vonuló faj.

## Megjelenése
Testhossza 14 centiméter, testtömege 14-20 gramm.
|  |

## Természetvédelmi helyzete
Az elterjedési területe rendkívül nagy, egyedszáma pedig stabil. A Természetvédelmi Világszövetség Vörös listáján nem fenyegetett fajként szerepel.